# インタースラーヴィク
インタースラーヴィク (Interslavic)、もしくはメジュスロヴャンスキー (medžuslovjansky, меджусловјанскы, ⱞⰵⰴⰶⱆⱄⰾⱁⰲⱝⱀⱄⰽⱏⰹ) はスラヴ諸語を基に作成された特定地域型の国際補助語である。
スラヴ諸国における代表者間の意思疎通を円滑にすることや、スラヴ語を知らない人々がスラブ諸国の人々と意思疎通ができるようにすることを目的としており、後者については、教育的な役割も果たしている。
インタースラーヴィクは半人工言語として分類することができる。古教会スラヴ語の現代版とも言えるもので、スラヴ人が数世紀にわたって他国のスラヴ人とコミュニケーションするために使用してきたさまざまな即興言語の形式が取り入れられている。文法と語彙はどちらもスラヴ諸語の共通要素に基づいており、人工的な要素は避けられている。図式主義の人工言語とは対照的に自然主義の人工言語であり、習得の容易さよりも瞬時に理解できる自然でバランスのとれた言語を目指して開発されている。
この言語には何世紀にもわたる長い歴史があり、その歴史はヴォラピュクやエスペラントよりも古い。最古の記述はクロアチアの司祭ユライ・クリジャニチ (Juraj Križanić) が書いた1659-1666年にまで遡る。
現在の形のインタースラーヴィクは2006年にスロヴィアンスキー (Slovianski) という名前で作成されたものである。スロヴィアンスキーは2011年に徹底的な改革が行われ、他の2つのプロジェクトと合併した。その際、言語名称もチェコのイグナーツ・ホシェク (Ignác Hošek)が1908年に提案した「インタースラーヴィク」へと変更された。
インタースラーヴィクの記述にはラテン文字とキリル文字を使うことができる。

## 背景

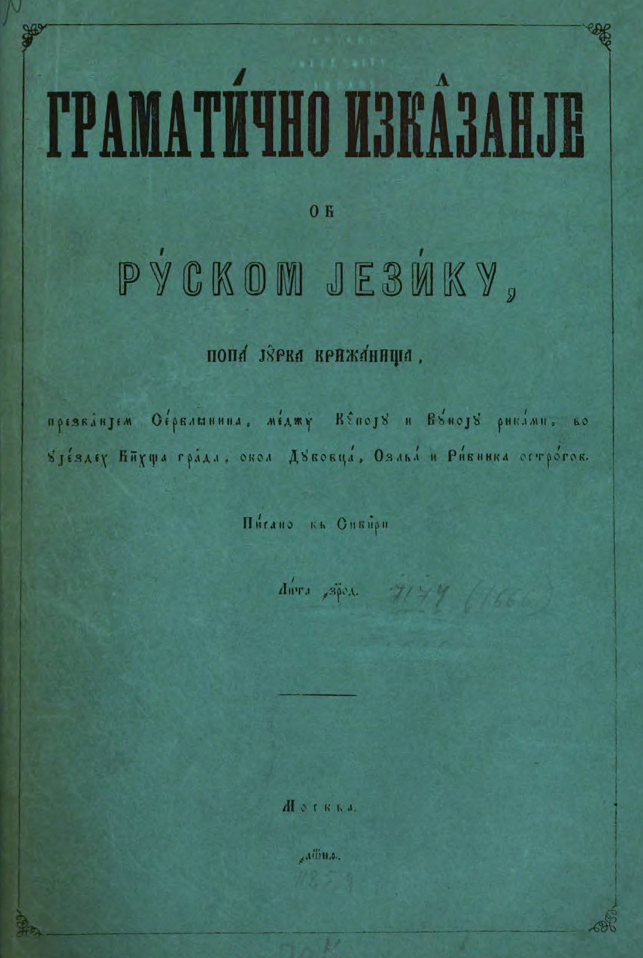
Gramatíčno izkâzanje ob rúskom jezíku (1665) ユライ・クリジャニチ (Juraj Križanić) 著, 最初のインタースラーヴィク文法

スラヴ共通語、あるいは汎スラヴ語の歴史は汎スラヴ主義と呼ばれる思想と密接に関連している。それはスラヴの文化的、政治的統一を目指すイデオロギーであり、すべてのスラブ人はスラブ民族の一員であるという概念に基づいたものである。
この信念によって、スラブ地域の包括的言語も必要とされた。なかでも最も有力な候補はロシア語であった。ロシア語はスラブ地域で最大の国の言語であると同時にスラヴ人の半数以上にとっての母語でもあるからである。この選択肢を歓迎したのはロシア人自体が大半であったが、海外の汎スラヴ主義者の中にもこの考えを好む者がいた（たとえばスロバキアのリュドヴィート・シトゥール Ľudovít Štúr）。
しかし、その他の人々はロシア語よりも古教会スラヴ語を使うほうがより中立的でこの問題の解決策にふさわしい言語であると感じていた。数世紀にわたって古教会スラヴ語はスラヴ世界の大部分で管理言語として役立っており、西ヨーロッパにおけるラテン語と同じような役割を果たしていた。正教会の典礼では未だ大規模に使われていたし、古教会スラヴ語はスラヴ語の共通の祖先であるスラヴ祖語に非常に似ているという利点もあった。
しかし、古教会スラヴ語は実用上の欠点も持ち合わせていた。それは非常に古風な形のキリル文字で書かれており、文法は複雑で語彙は現代の概念に対応した新しい言葉が不足していた。
したがって、初期の汎スラヴ語プロジェクトは古教会スラヴ語を近代化し、それを日々のコミュニケーションのニーズに適応させることを目的としていた。

### 初期のプロジェクト
初の汎スラヴ言語の文法書は、1665年にクロアチア出身の司祭ユライ・クリジャニチ (Juraj Križanić)が著した『スラヴ語文法概観』(Gramatíčno izkâzanje ob rúskom jezíku)であった。彼はこの言語を『ルーシの言語』(Ruski jezik)と呼称したが、その内実はロシアにおける教会スラヴ語と彼自身の母語であるクロアチア語南チャ方言の一種との混合言語であった。クリジャニチは論文『政治』(Politika) を含む他の著作でもそれを使用した。オランダのスラヴ語研究者トム・エックマン (Tom Ekman) の分析によれば、『政治』で使われた単語の59％はスラヴ語の共通語彙であった。また、ロシア語と教会スラヴ語由来のものがそれぞれ10％を占め、他にクロアチア語由来のものが9％、ポーランド語由来のものが2.5％を占めていた。
注意すべきはスラブ人の誰もが理解できる言語で書くことを試みた最初の人物がクリジャニチではなかったということだ。1583年、もう一人のクロアチア人司祭シメ・ブディニッチ (Šime Budinić) は、ラテン文字とキリル文字の両方を使用してペトリュス・カニシウス (Petrus Canisius) の『キリスト教義全集』(Summa Doctrinae Christanae)を『スラヴ語』(Slovignsky)に翻訳した。
クリジャニチの後もスラブの統括言語を作成するために数多くの努力がなされた。注目すべき例は1826年にラテン語とスロバキア語で出版されたスロバキア弁護士ヤーン・ヘルケリ (Ján Herkeľ, 1786–1853) の普遍言語スラヴィカ (Universalis Lingua Slavica) である。これはクリジャニチのプロジェクトとは異なり西スラヴの言語に近いものであった。
19世紀後半、汎スラヴ語プロジェクトは主にスロヴェニア語とクロアチア語の領域であった。多くの人々が国家意識に目覚めたこの時代、自分たちの国家を持っていたスラヴ人はロシア人だけであった。明確な国境はほとんどなかったが、他のスラヴ民族の大部分はスラヴではない国々で暮らしていた。
南スラブ語用の標準書を作成する数多くの努力の中で共通南スラヴ語イリュリアン (Illyrian) も確立された。イリュリアンは将来、全てのスラヴの文学言語としても役に立つ。
特に重要なのはスロベニアのオーストリア帝国スラブ民族主義者 (Austroslavist) であったマティヤ・マヤール (Matija Majar, 1809–1892) が、後に汎スラヴ主義者へと転身したことであった。彼は1865年に『相互スラブ正書法』(Uzajemni Pravopis Slavjanski) を出版した。彼はこの著書の中でスラヴ人同士がコミュニケーションをとる際の最善の方法は自分の言葉を出発点として段階的にそれを修正していくことであると主張した。彼はまず最初に各スラヴ諸語の正書法を汎(相互)スラヴ正書法に変えることを提案し、続いて主要な5つのスラブ語(古教会スラヴ語、ロシア語、ポーランド語、チェコ語、セルビア語)を比較した文法について説明をした。
マヤールは言語そのものについての著書とは別にキュリロスとメトディオスの伝記と1873〜1875年にSlavjanで出版された雑誌のためにもそれを使用した。この言語の断片はいまでも Görtschach のマヤールの教会の祭壇で見ることができる。
他にもクロアチアのマティヤ・バン (Matija Ban)、スロベニアのラドスラフ・ラズラグ (Radoslav Razlag) とボジダル・ライチ (Božidar Raič)、マケドニアのブルガリア人グリゴル・パルリチェフ (Grigor Parlichev) によっても汎スラヴ語に関する書籍が出版された。いずれも古教会スラヴ語と当時の南スラブ語の要素を組み合わせるというアイデアに基づいていた。

19世紀の汎スラブ語プロジェクトの著者
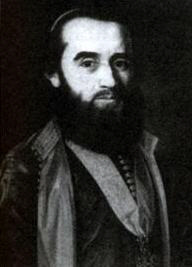
ステファン・ストラティミロヴィッチ (Stefan Stratimirović) (1757–1836)
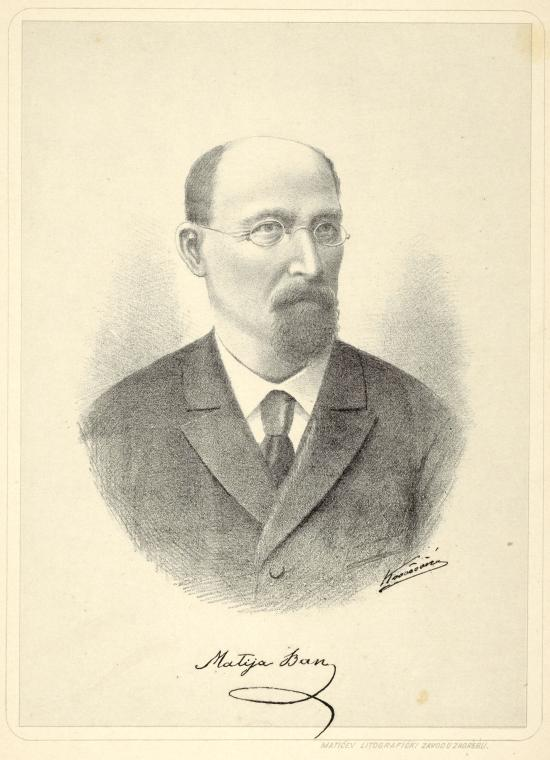
マティヤ・バン (Matija Ban) (1818–1903)
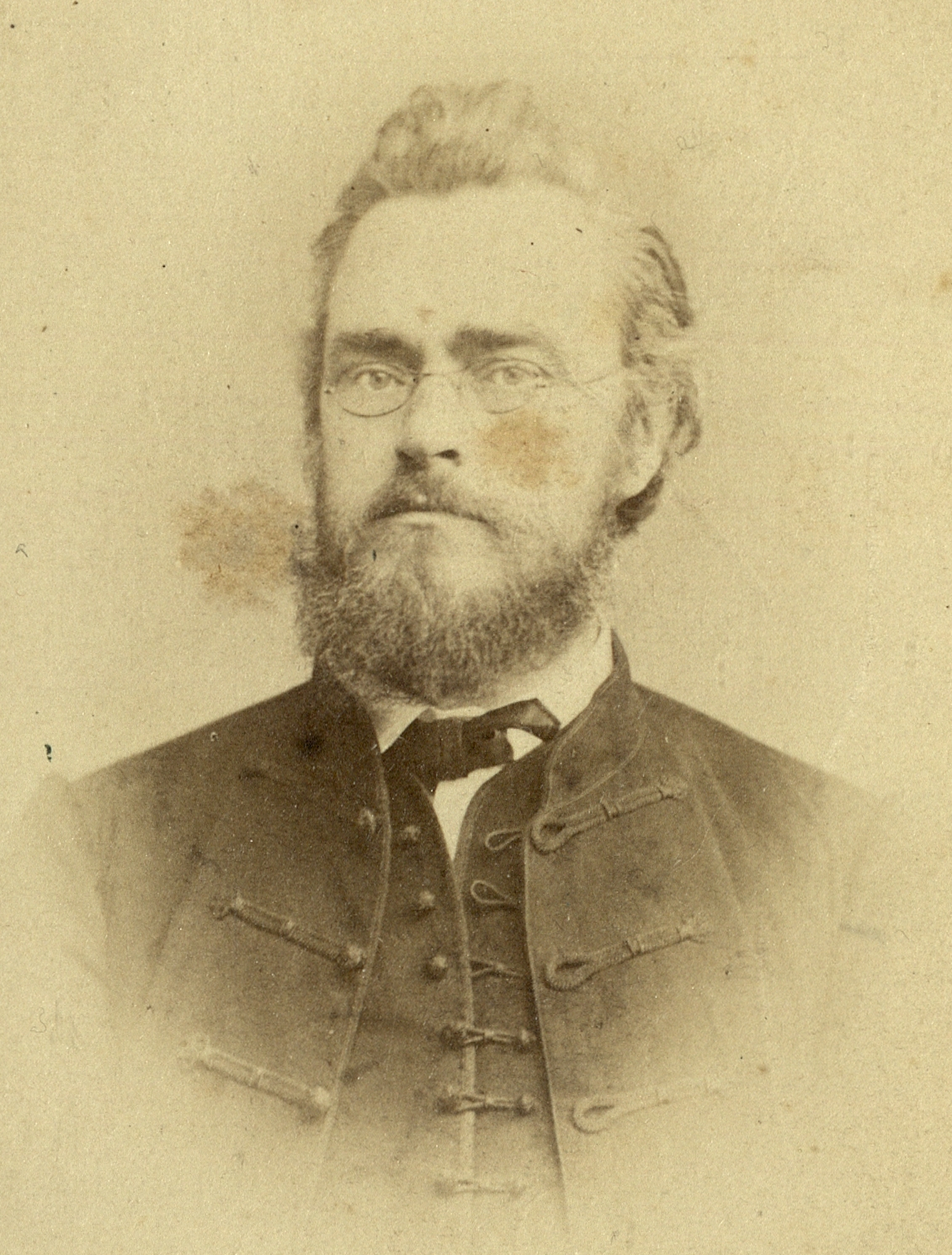
ラドスラフ・ラズラグ (Radoslav Razlag) (1826–1880)
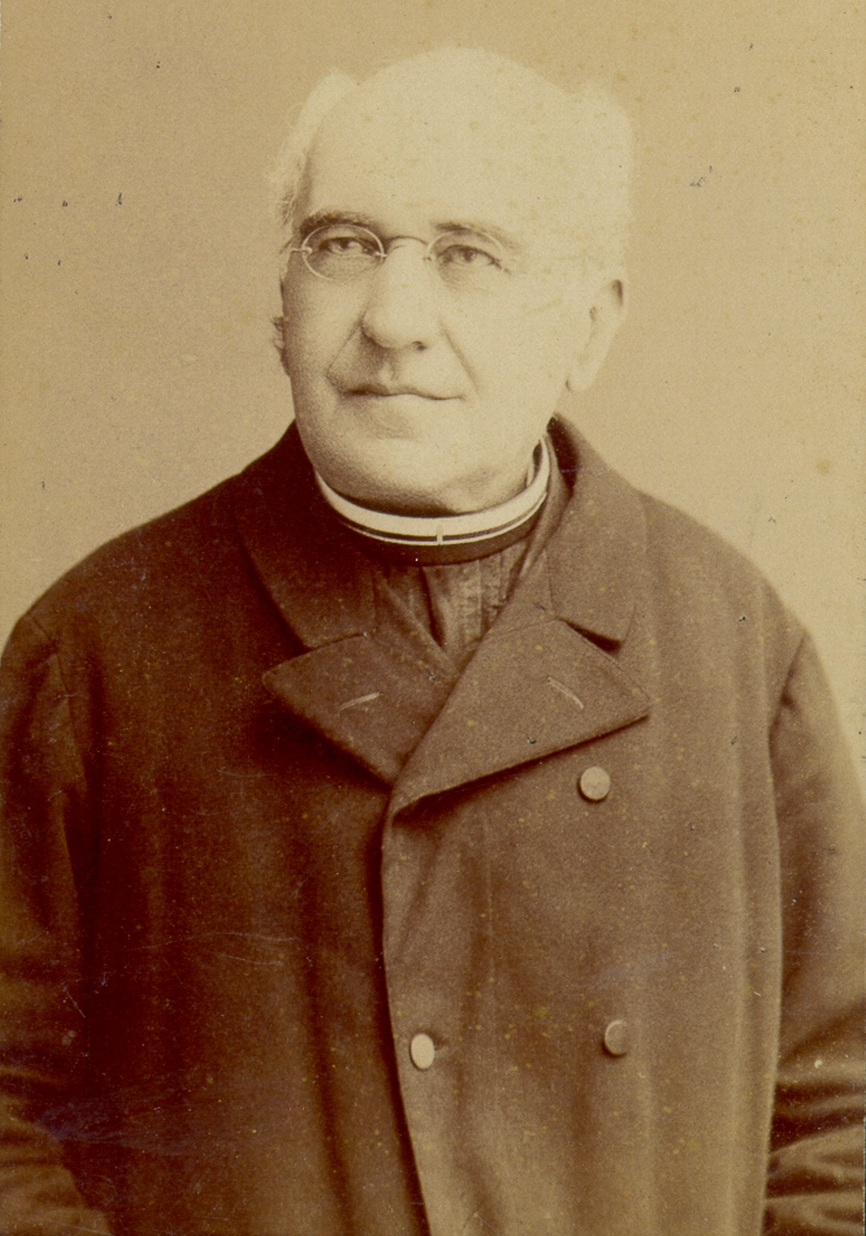
ボジダル・ライチ (Božidar Raič) (1827–1886)
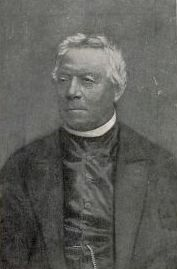
マティヤ・マヤール゠ジリスキ (Matija Majar-Ziljski) (1809–1892)
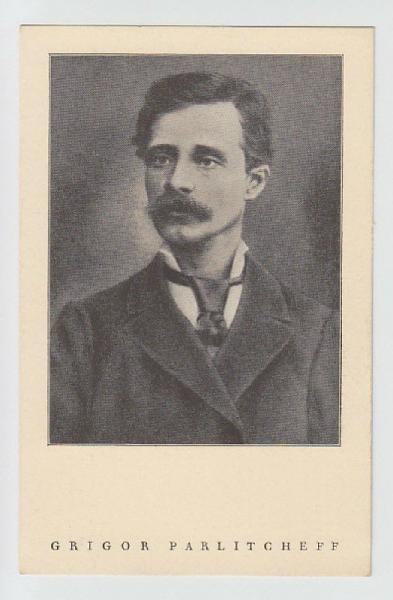
グリゴル・パルリチェフ (Grigor Parlichev) (1830–1893)

上記の著者たちにはスラヴ諸語は別々の言語ではなく1つのスラヴ語の方言であるという信念があった。彼らは、これらの方言が相互理解ができないほどに分化してしまった事実を嘆いていたのだ。そして彼らが考案した汎スラヴ語はこのプロセスを逆転させることを意図していたのである。彼らの長期的な目的は個々のスラヴ語を汎スラヴ語に置き換えて一つの言語に統一することであった。
たとえばマヤールは汎スラヴ語を古代ギリシャ語や現代語のような標準化された言語と比較して以下のように述べた。
| 「 | 古代ギリシャ人たちは4つの方言で話していたが、一つのギリシア語と一つのギリシャ語文学を持っていた。近代教育を受けた多くの国々で使われている言語もそうだ。たとえばフランス語、イタリア語、英語、ドイツ語にはスラヴ語よりも多くの方言がある。しかし、文学的言語は一つだ。他の国々では可能であり、実際に存在するのだ。同じことが私たちスラヴ人だけ不可能な理由などあるだろうか？:154 | 」 |

このように著者たちは新言語を構築したとは考えていなかった。彼らの著書のほとんどはスラブ諸語間における文法的な比較結果を提供しており、「汎スラブ語」を謳っているとも限らない。彼らのプロジェクトが共通しているのは厳密に規範的な文法や独自の語彙は持ってはいないということである。

### 20世紀

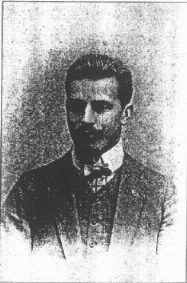
ボフミル・ホリイ (Bohumil Holý)
(1885–1947)

20世紀の初めになると、もはや分化してしまったスラヴ語を再び一つに戻すことは不可能であり、汎スラヴ語という概念自体も現実的なものではないことが明らかになってきた。汎スラヴの夢の多くは失われ、汎スラヴ主義は2つのスラブ連邦共和国、チェコスロバキアとユーゴスラビアが誕生したことで満足しなければならなかった。スラブ共通言語の必要性は依然として感じられていたが、エスペラントのような人工言語の影響によって個々のスラブ語を置き換えるのではなく、補助言語としての役割を担う言語を作成する努力がなされた。この頃になるとインタースラーヴィク活動の波は北方へとシフトし、特にチェコでの活動が盛んになっていた。
1907年、チェコの糖尿病医イグナーツ・ホーシェク (Ignác Hošek, 1852–1919) は、オーストリア＝ハンガリー帝国共通の文学言語として「現代スラヴ語」(Neuslavisch) の文法を提案した。その5年後、別のチェコ人ヨセフ・コネチュニー (Josef Konečný) が「スラブ版エスペラント」(Slavic Esperanto) というふれこみでスラヴィナ (Slavina) を出版した。エスペラントとの共通点はほとんどなく、ほとんどがチェコ語に基づいたものであった。どちらも自然主義的な言語のプロジェクトであった。
これに対してそれらとは異なった別のチェコ人作者らによる2つのプロジェクトがあった。それはエドムント・コルコップ (Edmund Kolkop) によるスロヴァンシュチナ (Slovanština) とボフミル・ホリー (Bohumil Holý) によるスラフスキー・イェジク (Slavski jezik) である。1912年と1920年に出版された両プロジェクトは明確に簡素化の傾向を示していた。たとえば文法は図式主義的で文法上の性や格はなくされていた。
1950年代にはイジー・カレン (Jiří Karen) のペンネームでも知られるチェコの詩人で元エスペランティストのラディスラフ・ポドメレ (Ladislav Podmele, 1920–2000) が著名なインターリング主義者のチームと共に精巧なプロジェクトである Mežduslavjanski jezik (“Interslavic language”) で数年間働いていた。彼らは文法、単語リスト（エスペラント＝インタースラーヴィク）、辞書、学習コース、教科書などを書いた。それらは出版こそされなかったがプロジェクトは様々な国の言語学者から注目を集めた。この言語は当時の政治的事情の影響からか主にロシア語に基づいたものであった。

### デジタル時代
汎スラヴ主義はソ連とユーゴスラビアの崩壊以降、重要な役割を果たしていないが、グローバル化やインターネットのような新しいメディアは全てのスラヴ人に理解できる言語に新たな関心をもたらした。古いプロジェクトの多くは忘れ去られていたが、新しいプロジェクトの作者が比較的容易にその作業を公開できるようになったとき、新しいプロジェクトが出現した。それらのほとんどは Slavic émigrée サークルに由来している。21世紀初頭、特にスロバキアのマーク・ヒュチコ (Mark Hučko) によるスロヴィオ (Slovio) が名声を獲得した。これまでのほとんどのプロジェクトとは異なり、それは自然主義的ではなく図式主義的な言語であった。文法は主にエスペラントに基づいていた。スロヴィオはスラヴの補助言語としての使命を果たすだけではなく、エスペラントのような世界規模での使用を目的としていた。そのため、スラヴ人の間ではほとんど受け入れられることがなかった。多くの国際的補助言語に特有の高度な簡素化はスラヴ人以外の言語学習を容易にはするものの、自然なスラヴ語から過度にかけ離れた人工的な言語は多くの点で不便だと考えられた。
2006年3月、スラヴ人が事前学習なしで理解できる単純で中立的なスラヴ語が必要と感じたさまざまな国の人々から「スロヴィアンスキー」(Slovianski) プロジェクトは始まった。彼らが想定したのは人工的に追加された要素がなく、ほとんどがスラヴ語に存在するもので構成された自然主義的な言語であった。当初、スロヴィアンスキーには「スロヴィアンスキー N」(Slovianski-N) として知られる自然主義版と「スロヴィアンスキー P」(Slovianski-P) として知られる簡素版が存在していた。前者はヤン・ファン・ステーンベルヘン (Jan van Steenbergen) が開発を始めてイゴル・ポリャコフ (Igor Polyakov) がさらに進めた。後者はオンドレイ・レチニク (Ondrej Rečnik) が開発を始めてガブリエル・スヴォボダ (Gabriel Svoboda) がそれをさらに進めた。
両者の違いはスロヴィアンスキー N が6つの格を持つのに対してスロヴィアンスキー P は英語、ブルガリア語、マケドニア語のように前置詞を代わりに使用することである。これら2つ（N はNaturalism「自然主義」、P は Pidgin「ピジン」または Prosti「簡素」）とは別に図式主義的な「スロヴィアンスキー S」(Slovianski-S) も同様に実験がされたがプロジェクトの初期段階で放棄された。2009年には、スロヴィアンスキーという名称のもとで自然主義的なバージョンだけが開発を継続されることになった。スロヴィアンスキーには動詞の完全活用や、3つの性（男性、女性、中性）と6つの格（一般的に国際補助言語では避けられる）があったが、明確な語尾と不規則性を最小限に抑えることによって高いレベルの簡素化が達成された。
スロヴィアンスキーは主にインターネットのトラフィックとニュースレター、Slovianska Gazeta で使用されていた。2010年2月と3月にポーランドのインターネットポータル Interia.pl とセルビアの新聞 Večernje Novosti に記事が寄せられた後、スロヴィアンスキーについて多くの広報があった。スロヴィアンスキーに関する記事はその後すぐにスロバキアの新聞 Pravda、チェコの放送局 ČT24 のニュースサイト、セルビアのブロゴスフィア、リーダーズ・ダイジェストのセルビア語版、同様にその他の新聞、
インターネットポータルサイト（チェコ、スロバキア、ハンガリー、セルビア、モンテネグロ、ブルガリア、ウクライナ）にも掲載された。

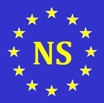
ネオスラヴォニク(Neoslavonic)ロゴ

スロヴィアンスキーは他の関連プロジェクトの開発においても重要な役割を果たした。ロズミオ (Rozumio 2008年) とスロヴィオスキー (Slovioski 2009年) はどちらもスロヴィアンスキーとスロヴィオの間の橋渡しをする努力をしていた。もともと、ポーランド系アメリカ人ステーヴェン・ラヅィコフスキー (Steeven Radzikowski) によって開発されたスロヴィオスキーは、単にスロヴィオの改良を意図していたが、徐々に別の言語へと発展していった。それはスロヴィアンスキーのように、完全版と簡略版という2つのバージョンが存在する共同プロジェクトであった。
2010年1月、古教会スラヴ語文法に基づきスロヴィアンスキーの語彙の一部を使用するチェコのヴォイチェフ・メルンカ (Vojtěch Merunka) の新しい言語ネオスラヴォニク (Neoslavonic/Novoslovienskij, 後のノヴォスロヴィエンスキー Novoslověnsky)が出版された。
2011年、スロヴィアンスキー、スロヴィオスキー、ノヴォスロヴィエンスキーはインタースラーヴィクという名前で共通のプロジェクトに統合された。スロヴィアンスキーの文法と辞書は、ネオスラヴォニクの全てのオプションを含むように拡張され、固定規則ではなくプロトタイプに基づいたより柔軟な言語へと方向転換がされた。これ以降はインタースラーヴィクの同義語や「方言」として頻繁に使用されているにもかかわらず、スロヴィアンスキーとネオスラヴォニックは一つのプロジェクトとして開発が進められている。同年、初心者やスラブ人以外の人々のニーズを満たすことを意図した様々な簡略化されたスロヴィアンスキーとスロヴィオスキーがインタースラーヴィクの簡略版であるスロヴィアント (Slovianto) に改訂された。
2017年CISLaカンファレンスの後、メルンカとファン・ステーンベルヘンによって新しい一つの文法と正書法によりインタースラーヴィクの2つの基準を統合するプロジェクトの計画が開始された。この取り組みの初期の例は、同会議に合わせてリリースされたスラブ文化外交に関する彼らの共同刊行物である。

## 使用状況

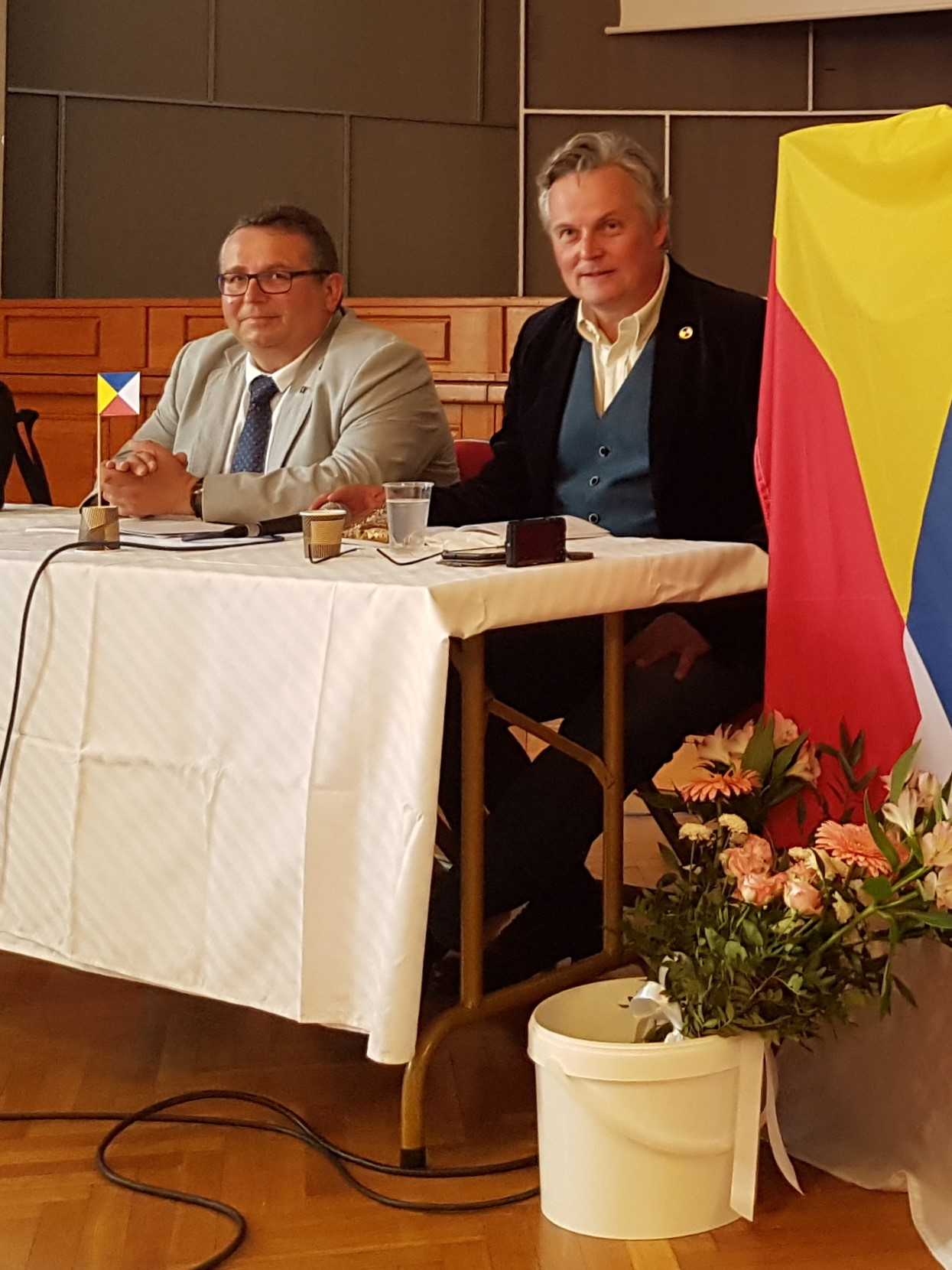
ヴォイチェフ・メルンカとヤン・ファン・ステーンベルヘン

インタースラーヴィクには活発なコミュニティがあり、約350人のメンバーを持つインターネットフォーラムや1050人以上と751人以上のメンバーがいる2つのFacebookグループが存在している。
さらに、プロジェクトはオンラインニュースポータルとウィキをもっている。
人工言語に共通する問題でもあるが人口統計データがないためにインタースラーヴィク話者の正確な人数を把握することは難しい。2012年にブルガリアの作者 G. イリエフ (G. Iliev) は数百人の話者がいると述べている。
また、Facebookページでは4600人とも伝えられている。2017年6月にはチェコのスター・メステストウヘルスケー・フラジシュチェ (Uherské Hradiště) という町の近くでインタースラヴィックの国際会議が開催された。
(プレゼンテーションがインタースラーヴィクで行われたり、インタースラーヴィクに翻訳されたりした。)
2019年の映画『異端の鳥』で史上初めて本言語が映画で使用された。

## 文字
インタースラーヴィクの文字はスラヴ諸語向けの各キーボードから入力できることが重視されている。各スラヴ語の正書法にはラテン文字を使う言語とキリル文字を使う言語があり、どちらが使われているかはスラブ地域内の中央付近で別れるため、インタースラーヴィクではどちらの文字も使用することができる。また、ラテン文字を使用する言語であってもポーランド語の文字とその他のスラヴ語では使用される文字は同一ではなく、同じようにキリル文字を使用する言語においてもセルビア語/マケドニア語の文字とその他のスラヴ語では使われる文字が異なっている。このことを考慮してインタースラーヴィクとしての公式な正書法は定められていない。
代わりに各地域で様々な発音がされているスラヴ祖語の正書法を使用することができる。例えば文書を書いたり会話をする場合に西スラヴ語と東スラヴ語の特徴である硬子音と軟子音の区別(t と ť, r と ŕ, など)をするかどうかは話者が自由に決めることができる。
民族言語ではないため、アクセントに関しても厳しい規則も存在しない。
以下の共通音素は全てのスラヴ語が持つ基本音素のセットである。
| ラテン文字 | キリル文字 | 代用表記                      | 音価(IPA)         |
| ---------- | ---------- | ----------------------------- | ----------------- |
| A a        | A а        |                               | [ɑ] ~ [a]         |
| B b        | Б б        |                               | [b]               |
| C c        | Ц ц        |                               | [ts]              |
| Č č        | Ч ч        | ラテン) cz, cx                | [tʃ] ~ [tʂ]       |
| D d        | Д д        |                               | [d]               |
| DŽ dž      | ДЖ дж      | ラテン) dzs, dzx, dzh, dż, dƶ | [dʒ] ~ [dʐ]       |
| E e        | Е е        |                               | [ɛ] ~ [e]         |
| F f        | Ф ф        |                               | [f]               |
| G g        | Г г        |                               | [g] ~ [ɦ]         |
| H h        | Х х        | ラテン) ch                    | [x]               |
| I i        | И и        | ラテン) і                     | [i] ~ [ji]        |
| J j        | Ј ј        | キリル) й                     | [j]               |
| K k        | К к        |                               | [k]               |
| L l        | Л л        |                               | [l] ~ [ɫ]         |
| Lj lj      | ЛЬ ль      | ラテン) lj, l’ / キリル) љ    | [lj] ~ [lʲ] ~ [ʎ] |
| M m        | М м        |                               | [m]               |
| N n        | Н н        |                               | [n]               |
| Nj nj      | НЬ нь      | ラテン) ň, nj, ń / キリル) њ  | [nj] ~ [nʲ] ~ [ɲ] |
| O o        | О о        |                               | [ɔ] ~ [o]         |
| P p        | П п        |                               | [p]               |
| R r        | Р р        |                               | [r]               |
| S s        | С с        |                               | [s]               |
| Š š        | Ш ш        | ラテン) sz, sx                | [ʃ] ~ [ʂ]         |
| T t        | Т т        |                               | [t]               |
| U u        | У у        |                               | [u]               |
| V v        | В в        |                               | [v] ~ [ʋ]         |
| Y y        | Ы ы        | ラテン) i, キリル) и          | [i] ~ [ɪ] ~ [ɨ]   |
| Z z        | З з        |                               | [z]               |
| Ž ž        | Ж ж        | ラテン) zs, zx, zh, ż, ƶ      | [ʒ] ~ [ʐ]         |

上記以外にも使用される文字がある。
通常それらは補助符号付きの文字で、スラヴ祖語や古教会スラヴ語へと繋がる語源情報を伝えている。
これら文字の使用は書き手の任意であるが、使用することには以下の三つの利点がある。
- より正確な発音をすることが可能になる
- スラヴ諸語はスラヴ祖語からの発音変化に規則的な傾向があるため各スラヴ語において特定の音素に対応させる事ができる
- 書き方や発音を変えることで特定の言語話者が理解しやすくなる(「風味付け」と呼ばれるプロセス)

| ラテン文字 | キリル文字 | 代用表記                                    | 音価(IPA)               |
| ---------- | ---------- | ------------------------------------------- | ----------------------- |
| Å å        | —          | 通常ラテン) a, キリル) а                    | [ɒ]                     |
| Ę ę        | Ѧ ѧ        | 通常ラテン) e, キリル) е                    | [jæ] ~ [ʲæ]             |
| Ě ě        | Ѣ ѣ        | 通常ラテン) e, ie, je, ラテン) е            | [jɛ] ~ [ʲɛ] ~ [ɛ]       |
| Ų ų        | Ѫ ѫ        | 通常ラテン) u, キリル) у                    | [u] ~ [ow]              |
| Ò ò        | Ъ ъ        | 通常ラテン) o, キリル) о                    | [ə]                     |
| Ŕ ŕ        | РЬ рь      | ラテン) ř, rj, r’; 通常ラテン) r, キリル) р | [rj] ~ [rʲ] ~ [r̝] ~ [r] |
| Ď ď        | ДЬ дь      | ラテン) dj, d’; 通常ラテン) d, キリル) д    | [dj] ~ [dʲ] ~ [ɟ] ~ [d] |
| Ť ť        | ТЬ ть      | ラテン) tj, t’; 通常ラテン) t, キリル) т    | [tj] ~ [tʲ] ~ [c] ~ [t] |
| Ś ś        | СЬ сь      | ラテン) sj, s’; 通常ラテン) s, キリル) с    | [sj] ~ [sʲ] ~ [ɕ] ~ [s] |
| Ź ź        | ЗЬ зь      | ラテン) zj, z’; 通常ラテン) z, キリル) з    | [zj] ~ [zʲ] ~ [ʑ] ~ [z] |
| Ć ć        | Ћ ћ        | ラテン) tj; 通常ラテン) č, キリル) ч        | [ʨ]                     |
| Đ đ        | Ђ ђ        | ラテン) dź; 通常ラテン) dž, キリル) дж      | [ʥ]                     |
| X x        | КС кс      | 通常ラテン) ks                              | [ks]                    |

インタースラーヴィクでは以下の合字が使用される事もある。
| 合字 | 代用表記     |
| ---- | ------------ |
| Я я  | ја または ьа |
| Є є  | је または ье |
| Ї ї  | ји または ьи |
| Ю ю  | ју または ьу |
| Ѩ ѩ  | јѧ または ьѧ |
| Ѭ ѭ  | јѫ または ьѫ |
| Щ щ  | шч または шт |

### 軟子音
ľ, ń, ŕ, ť, ď, ś , ź はl, n, r, t, d, s, zを軟音化/口蓋化した子音である。
後者はi, ě, ę, eの前では軟音化/口蓋化して発音されることがある。
必ずしも軟音化して発音する必要はなく、硬音として発音してもかまわない。
通常、軟音化を示すにはアキュートまたはハーチェクと呼ばれる補助記号が使われるが、別の書き方をすることもできる。(nj, n’など)
母音の前で補助記号を使用すると文書が見辛くなるためjを後ろに置いて示す方法が推奨される。
主格: koń, 属格:konja(końaの代わりとして)

## 形態論

### 名詞
インタースラーヴィクは屈折言語で、名詞には3つの性(男性/女性/中性)、2つの数(単数/複数)、6つの格(主格/対格/生格(属格)/与格/造格(具格)/前置格(処格))の区別が存在する。
スラヴ語には呼格を持つ言語があるため、通常は表にも記載されるが、厳密に言えば呼格は格ではない。呼格は男性名詞および女性名詞の単数形にのみ存在する。
インタースラーヴィクに冠詞は存在しない。
スラヴ語の複雑な名詞分類のシステムは4つまたは5つに減少している。
- 子音(通常は硬音)で終わる男性名詞 : dom "家", mųž "男"
- -aで終わる女性名詞 : žena "女", zemja "大地"
- 軟子音で終わる女性名詞: kosť "骨"
- -o or -eで終わる中性名詞 : slovo "言葉", morje "海"
- 古教会スラヴ語にはほとんどのスラヴ語で残りの格変化に吸収された子音名詞がある。その大部分は中性名詞だが、男性名詞や女性名詞も存在する。(この格変化を保持するプロジェクトや話者もいる):
  - -mę/-men-型の中性名詞 : imę/imene "名前"
  - -ę/-ęt-(子供)型の中性名詞 : telę/telęte "子牛"
  - -o/-es-型の中性名詞 : nebo/nebese "天国"
  - -en-型の男性名詞 : kameń/kamene "石"
  - -òv型の女性名詞 : cŕkòv/cŕkve "教会"
  - -i/-er-型の女性名詞 : mati/matere "母"

|                    | 男性                   | 男性               | 男性                   | 男性      | 中性         | 中性       | 女性      | 女性         | 女性      | 子音       | 子音       | 子音      |
| 硬音, 動物(活動体) | 硬音, 非動物(不活動体) | 軟音, 動物(活動体) | 軟音, 非動物(不活動体) | 硬音      | 軟音         | -a, 硬音   | -a, 軟音  | -Ø           | 男性      | 中性       | 女性       |           |
| 単数               | 単数                   | 単数               | 単数                   | 単数      | 単数         | 単数       | 単数      | 単数         | 単数      | 単数       | 単数       |           |
| ------------------ | ---------------------- | ------------------ | ---------------------- | --------- | ------------ | ---------- | --------- | ------------ | --------- | ---------- | ---------- | --------- |
| 主格               | brat "兄弟"            | dom "家"           | mųž "男"               | kraj "国" | slovo "言葉" | morje "海" | žena "女" | zemja "大地" | kosť "骨" | kamen "石" | imę "名前" | mati "母" |
| 対格               | brata                  | dom                | mųža                   | kraj      | slovo        | morje      | ženų      | zemjų        | kosť      | kamen      | imę        | mater     |
| 生格(属格)         | brata                  | doma               | mųža                   | kraja     | slova        | morja      | ženy      | zemje        | kosti     | kamene     | imene      | matere    |
| 与格               | bratu                  | domu               | mųžu                   | kraju     | slovu        | morju      | ženě      | zemji        | kosti     | kameni     | imeni      | materi    |
| 造格(具格)         | bratom                 | domom              | mųžem                  | krajem    | slovom       | morjem     | ženojų    | zemjejų      | kostjų    | kamenem    | imenem     | materjų   |
| 前置格(処格)       | bratě                  | domě               | mųži                   | kraji     | slově        | morji      | ženě      | zemji        | kosti     | kameni     | imeni      | materi    |
| 呼格               | brate                  | dome               | mųžu                   | kraju     | slovo        | morje      | ženo      | zemjo        | kost(i)   | kamen(i)   | imę        | mati      |
|                    | 複数                   |                    |                        |           |              |            |           |              |           |            |            |           |
| 主格               | brati                  | domy               | mųži                   | kraje     | slova        | morja      | ženy      | zemje        | kosti     | kameni     | imena      | materi    |
| 対格               | bratov                 | domy               | mųžev                  | kraje     | slova        | morja      | ženy      | zemje        | kosti     | kameni     | imena      | materi    |
| 生格(属格)         | bratov                 | domov              | mųžev                  | krajev    | slov         | mor(ej)    | žen       | zem(ej)      | kostij    | kamenev    | imen       | materij   |
| 与格               | bratam                 | domam              | mųžam                  | krajam    | slovam       | morjam     | ženam     | zemjam       | kostjam   | kamenam    | imenam     | materam   |
| 造格(具格)         | bratami                | domami             | mųžami                 | krajami   | slovami      | morjami    | ženami    | zemjami      | kostjami  | kamenami   | imenami    | materami  |
| 前置格(処格)       | bratah                 | domah              | mųžah                  | krajah    | slovah       | morjah     | ženah     | zemjah       | kostjah   | kamenah    | imenah     | materah   |

### 形容詞
形容詞は性・数・格に応じて変化するが、常に規則的である。通常は名詞の前に置かれる。
以下は硬音語幹と軟音語幹
(dobry "良い" と svěži "新鮮な")の例だ。男性の列は有生性の区別で左が動物(活動体)、右が非動物(不活動体)である。
|              | 硬音          | 硬音    | 硬音    | 軟音          | 軟音    | 軟音    |
| 男性         | 中性          | 女性    | 男性    | 中性          | 女性    |         |
| 単数         | 単数          | 単数    | 単数    | 単数          | 単数    |         |
| ------------ | ------------- | ------- | ------- | ------------- | ------- | ------- |
| 主格         | dobry         | dobro   | dobra   | svěži         | svěže   | svěža   |
| 対格         | dobrogo/dobry | dobro   | dobrų   | svěžego/svěži | svěže   | svěžų   |
| 生格(属格)   | dobrogo       | dobrogo | dobroj  | svěžego       | svěžego | svěžej  |
| 与格         | dobromu       | dobromu | dobroj  | svěžemu       | svěžemu | svěžej  |
| 造格(具格)   | dobrym        | dobrym  | dobrojų | svěžim        | svěžim  | svěžejų |
| 前置格(処格) | dobrom        | dobrom  | dobroj  | svěžem        | svěžem  | svěžej  |
|              | 複数          |         |         |               |         |         |
| 主格         | dobri/dobre   | dobre   | dobre   | svěži/svěže   | svěže   | svěže   |
| 対格         | dobryh/dobre  | dobre   | dobre   | svěžih/svěže  | svěža   | svěže   |
| 生格(属格)   | dobryh        | dobryh  | dobryh  | svěžih        | svěžih  | svěžih  |
| 与格         | dobrym        | dobrym  | dobrym  | svěžim        | svěžim  | svěžim  |
| 造格(具格)   | dobrymi       | dobrymi | dobrymi | svěžimi       | svěžimi | svěžimi |
| 前置格(処格) | dobryh        | dobryh  | dobryh  | svěžih        | svěžih  | svěžih  |

硬音と軟音の形容詞を区別しない話者もいる。
その場合はdobrogoの代わりにdobrego、svěžegoの代わりにsvěžogoを書くことができる。

#### 比較
語末に-(ěj)šiを付けると比較級になる。
slabši "～より弱い", pòlnějši "fuller"
最上級は比較級に接頭辞 naj- が付く。
najslabši "最も弱い"
比較級に副詞のbolje もしくは vyše "more"を付けると、最上級のnajbolje または najvyše "most"になる。

### 副詞
形容詞は、-oをつけて副詞に変えることができる。
dobro "上手に", svěžo "新たに"
比較級と最上級は、語末を-ějeにする事で副詞になる。
slaběje "弱く"

### 代名詞
人称代名詞には以下がある。
ja "私は", ty "あなたは", on "彼は", ona "彼女は", ono "あれは",my "私たちは", vy "あなたたちは", oni "彼らは/彼女たちは/あれらは".
第三人称代名詞の前に前置詞がある場合、その前にはn-が置かれる。
|              | 単数      | 単数      | 単数  | 単数  | 単数  | 複数  | 複数  | 複数 | 再帰      |
| 1人称        | 2人称     | 3人称     | 3人称 | 3人称 | 1人称 | 2人称 | 3人称 |      | 再帰      |
| 1人称        | 2人称     | 男性      | 中性  | 女性  | 1人称 | 2人称 | 3人称 |      | 再帰      |
| 主格         | ja        | ty        | on    | ono   | ona   | my    | vy    | oni  | —         |
| 対格         | mene (mę) | tebe (tę) | jego  | jego  | jų    | nas   | vas   | ih   | sebe (sę) |
| 生格(属格)   | mene      | tebe      | jego  | jego  | jej   | nas   | vas   | ih   | sebe      |
| 与格         | mně (mi)  | tobě (ti) | jemu  | jemu  | jej   | nam   | vam   | im   | sobě (si) |
| 造格(具格)   | mnojų     | tobojų    | nim   | nim   | njų   | nami  | vami  | nimi | sobojų    |
| 前置格(処格) | mně       | tobě      | nim   | nim   | njej  | nas   | vas   | nih  | sobě      |

他の代名詞は形容詞と同様に変化する:
- 所有代名詞 moj "私の", tvoj "あなたの", naš "私達の", vaš "あなた達の", svoj "my/your/his/her/our/their own", as well as čij "whose"
- 指示代名詞 toj "これ、あれ", tutoj "これ" ,tamtoj "あれ"
- 関係代名詞 ktory 英語のwhichに相当
- 疑問代名詞 kto "誰", čto "何"
- 不定代名詞 někto "誰か", něčto "何か", nikto "誰でもない",  ničto "何でもない", ktokoli "誰でも", čto-nebųď "何でも", など.

### 数詞
基数の1～10は以下の通りである。
1 – jedin/jedna/jedno, 2 – dva/dvě, 3 – tri, 4 – četyri, 5 – pęť, 6 – šesť, 7 – sedm, 8 – osm, 9 – devęť, 10 – desęť
これよりも大きい数字の場合、11～19では-nadsęťを付け、10の位および100の位には-desęt、-stoを付ける。
ときどき文字が変化する事があるが、dvasto/tristo/pęťsto と dvěstě/trista/pęťsòt のどちらを使っても間違いではない。
基数の格変化を以下の表に示す。5〜99の数字は、 kosť型の名詞または軟形容詞のいずれかとして使用される。
|              | 1       | 1       | 1         | 2                  | 2                  | 3     | 4       | 5              |
| 男性         | 中性    | 女性    | 男性/中性 | 女性               |                    | 3     | 4       | 5              |
| ------------ | ------- | ------- | --------- | ------------------ | ------------------ | ----- | ------- | -------------- |
| 主格         | jedin   | jedno   | jedna     | dva                | dvě                | tri   | četyri  | pęť            |
| 対格         | jedin   | jedno   | jednų     | dva                | dvě                | tri   | četyri  | pęť            |
| 生格(属格)   | jednogo | jednogo | jednoj    | dvu (dvoh, dvěh)   | dvu (dvoh, dvěh)   | trěh  | četyrěh | pęti (pętih)   |
| 与格         | jednomu | jednomu | jednoj    | dvěma (dvom, dvěm) | dvěma (dvom, dvěm) | trěm  | četyrěm | pęti (pętim)   |
| 造格(具格)   | jednym  | jednym  | jednojų   | dvěma (dvoma)      | dvěma (dvoma)      | trěma | četyrmi | pętjų (pętimi) |
| 前置格(処格) | jednom  | jednom  | jednoj    | dvu (dvoh, dvěh)   | dvu (dvoh, dvěh)   | trěh  | četyrěh | pęti (pętih)   |

序数は基数に形容詞語尾-yを付けて示す。
ただし、以下の例外が存在する。
pŕvy "第1の", drugi/vtory "第2の", tretji "第3の", četvŕty "第4の", stoty/sòtny "100番目の", tysęčny "1000番目の".
分数は1未満の基数に接尾辞 -inaを付けて示す。
tretjina "3分の1", četvŕtina "4分の1", など
唯一の例外がpol (polovina, polovica) "半分"である。
インタースラヴィックには下記のような別カテゴリの数詞もある。
- 集合数詞: dvoje "ペア, デュオ, デュエット", troje, četvero..., など
- 倍数詞: jediny "シングル", dvojny "ダブル", trojny, četverny..., など
- 差分的数詞: dvojaki "2種の", trojaki, četveraki..., など

### 動詞
アスペクト(相)
インタースラーヴィクの動詞は全てのスラヴ語と同じようにアスペクト(相)を持っている。完結相(完了体)動詞は、既に完了したかあるいは完了する予定の行動を示すため、行動の過程よりも結果が強調される。
一方、非完結相(不完了体)動詞は行動の経過や期間に焦点を当てており、習慣や繰り返しパターンを表現するために使用される。
接頭辞のない動詞は非完結相(不完了体)である。
ほとんどの非完結相(不完了体)動詞には対応する完結相(完了体)動詞が存在し、多くの場合は下記のように接頭辞を付加することによって生成できる。
dělati ~ sdělati "～をする"
čistiti ~ izčistiti "清潔にする,掃除する"
pisati ~ napisati "書く"

接頭辞は動詞の意味を変更するためにも使用されるため、接頭辞付きの完了体動詞にも同様に必要である。
以下の動詞は規則的に生成される:
- -ati は -yvati になる。(例: zapisati ~ zapisyvati "記録する", dokazati ~ dokazyvati "証明する")
- -iti は -jati になる。(例: napraviti ~ napravjati "導く", pozvoliti ~ pozvaljati "許可する", oprostiti ~ oprašćati "簡略化する)

いくつかのペア動詞は不規則である。以下はその例。
nazvati ~ nazyvati "名付ける, 呼ぶ", prijdti ~ prihoditi "来る", podjęti ~ podimati "引き受ける".

#### 語幹
スラヴ語は複雑な活用パターンで悪名高い言語として知られている。
簡単に言えば、インタースラヴィックには二つの活用と二つの語幹がある。
ほとんどの場合、不定詞を知っていれば語幹も解る。
- 第一語幹は不定詞、過去時制、条件法、過去受動分詞および動詞的名詞に使用される。これは不定詞から語尾の-tiを取り除くことによって生成される。:dělati "～する" > děla-, prositi "要求する" > prosi-, nesti "運ぶ" > nes-　動詞語尾-sti は語幹末尾にt or d, fを持つ。　例) vesti > ved- "先導する", gnesti > gnet- "押し潰す"
- 第二語幹は現在時制、命令形、現在能動分詞に使用される。ほとんどの場合、両方の語幹は同一である。そして残りの大部分のケースでも第二語幹は第一語幹から規則的に作り出すことができるが、特別な場合には、別々学習する必要がある。現在時制では、2つの活用の間に区別がある。
  - 第一活用には-itiを持たないほぼすべての動詞だけでなく、-itiの単音節動詞も含まれる。
    - -atiで終わる動詞は語幹 -aj-を持つ: dělati "～する" > dělaj-
    - -ovatiで終わる動詞は語幹 -uj-を持つ: kovati "鍛錬する" > kuj-
    - -nųtiで終わる動詞は語幹 -n-を持つ: tęgnųti "引く" > tęgn-
    - 単音節動詞は-j-を持つ: piti "飲む" > pij-, čuti "感じる" > čuj-
    - 子音で終わる場合、第二語幹は第一語幹と同じ : nesti "運ぶ" > nes-, vesti "先導する" > ved-

  - 第二活用は複数音節の-itiと-ětiのほとんどが含まれる。: prositi "要求する" > pros-i-, viděti "見る；会う；理解する" > vid-i-

第一語幹から第二語幹を規則的に作り出せない不規則動詞もある。
pisati "書く" > piš-, spati "眠る" > sp-i-, zvati "呼ぶ" > zov-, htěti "欲する" > hoć-
上記の3ケースでは2つの語幹をそれぞれ個別に覚える必要がある。

#### 活用
法と時制は以下のような語尾変化によって示される。
- 直接法現在：-ų, -eš, -e, -emo, -ete, -ųt (第一活用); -jų, -iš, -i, -imo, -ite, -ęt (第二活用)
- 直接法単純過去(ロシア語的): 男. -l, 女. -la, 中. -lo, 複. -li
- 直接法複合過去(南スラヴ語的):
  - 未完了: -h, -še, -še, -hmo, -ste, -hų
  - 完了: 男. -l, 女. -la, 中. -lo, 複. -li + bytiの現在形
  - 過去完了: 男. -l, 女. -la, 中. -lo, 複. -li + bytiの未完了形
- 条件法: 男. -l, 女. -la, 中. -lo, 複. -li + bytiの条件形
- 直接法未来: bytiの未来形 + 不定詞
- 命令法:  -Ø, -mo, -te, -i(jの後)、 -imo, -ite(その他の子音の後)

過去時制と条件法の-l-の形式は実際にはL分詞と呼ばれるものである。残りの分詞は以下のように生成される。
- 現在能動分詞: -ųći (第一活用), -ęći (第二活用)
- 過去受動分詞: -omy/-emy (第一活用), -imy (第二活用)
- 過去能動分詞: -vši (母音の後), -ši (子音の後)
- 過去受動分詞: -ny (母音の後), -eny (子音の後)、 単音節動詞は-ty(-atiの場合を除く)、 -iti は -jeny

動詞的名詞は過去受動分詞の末尾-ny/-tyを-nje/-tjeに置き換える。

#### 例
|            | 現在     | 未完了  | 完了                               | 過去完了                           | 条件法                       | 未来          | 命令法  |
| ---------- | -------- | ------- | ---------------------------------- | ---------------------------------- | ---------------------------- | ------------- | ------- |
| ja         | dělajų   | dělah   | jesm dělal(a)                      | běh dělal(a)                       | byh dělal(a)                 | bųdų dělati   |         |
| ty         | dělaješ  | dělaše  | jesi dělal(a)                      | běše dělal(a)                      | bys dělal(a)                 | bųdeš dělati  | dělaj   |
| on ona ono | dělaje   | dělaše  | jest dělal jest dělala jest dělalo | běše dělal běše dělala běše dělalo | by dělal by dělala by dělalo | bųde dělati   |         |
| my         | dělajemo | dělahmo | jesmo dělali                       | běhmo dělali                       | byhmo dělali                 | bųdemo dělati | dělajmo |
| vy         | dělajete | dělaste | jeste dělali                       | běste dělali                       | byste dělali                 | bųdete dělati | dělajte |
| oni        | dělajųt  | dělahų  | sųt dělali                         | běhų dělali                        | by dělali                    | bųdųt dělati  |         |

| 不定詞       | dělati             |
| 現在能動分詞 | dělajųć-i (-a, -e) |
| 現在受動分詞 | dělajem-y (-a, -o) |
| 過去能動分詞 | dělavš-i (-a, -e)  |
| 過去受動分詞 | dělan-y (-a, -o)   |
| 動詞的名詞   | dělanje            |

|            | 現在    | 未完了   | 完了                                  | 過去完了                              | 条件法                          | 未来           | 命令法  |
| ---------- | ------- | -------- | ------------------------------------- | ------------------------------------- | ------------------------------- | -------------- | ------- |
| ja         | hvaljų  | hvalih   | jesm hvalil(a)                        | běh hvalil(a)                         | byh hvalil(a)                   | bųdų hvaliti   |         |
| ty         | hvališ  | hvališe  | jesi hvalil(a)                        | běše hvalil(a)                        | bys hvalil(a)                   | bųdeš hvaliti  | hvali   |
| on ona ono | hvali   | hvališe  | jest hvalil jest hvalila jest hvalilo | běše hvalil běše hvalila běše hvalilo | by hvalil by hvalila by hvalilo | bųde hvaliti   |         |
| my         | hvalimo | hvalihmo | jesmo hvalili                         | běhmo hvalili                         | byhmo hvalili                   | bųdemo hvaliti | hvalimo |
| vy         | hvalite | hvaliste | jeste hvalili                         | běste hvalili                         | byste hvalili                   | bųdete hvaliti | hvalite |
| oni        | hvalęt  | hvalihų  | sųt hvalili                           | běhų hvalili                          | by hvalili                      | bųdųt hvaliti  |         |

| 不定詞       | hvaliti            |
| 現在能動分詞 | hvalęć-i (-a, -e)  |
| 現在受動分詞 | hvalim-y (-a, -o)  |
| 過去能動分詞 | hvalivš-i (-a, -e) |
| 過去受動分詞 | hvaljen-y (-a, -o) |
| 動詞的名詞   | hvaljenje          |

第二活用動詞の語幹がs, z, t, d, st or zdで終わり、変化語尾が-jで始まる場合には以下の変化をする。
- prositi "要求する": pros-jų > prošų, pros-jeny > prošeny
- voziti "運ぶ": voz-jų > vožų, voz-jeny > voženy
- tratiti "失う": trat-jų > traćų, trat-jeny > traćeny
- slěditi "続く，従う": slěd-jų > slědžų, slěd-jeny > slědženy
- čistiti "取り除く,掃除する": čist-jų > čišćų, čist-jeny > čišćeny
- jezditi "乗り物で行く": jezd-jų > ježdžų, jezd-jeny > ježdženy

#### 不規則動詞
不規則に活用する動詞がいくつか存在する。
- byti "ある、いる" は jesm, jesi, jest, jesmo, jeste, sųt(現在時制), běh, běše... (未完了時制), bųdų, bųdeš... (未来時制)になる。
- dati "与える", jěsti "食べる" , věděti "知る" の現在時制: dam, daš, da, damo, date, dadųt; jem, ješ...; věm, věš...
- idti "足で移動する, 歩く"のL-分詞: šel, šla, šlo, šli

## 語彙
インタースラーヴィクの語彙は現代のスラヴ諸語の単語比較に基づいている。比較にあたってはスラブ諸語が以下の6グループに分類された。
- ロシア語
- ウクライナ語とベラルーシ語
- ポーランド語
- チェコ語とスロバキア語
- スロベニア語とクロアチア語、セルビア語、モンテネグロ語、ボスニア語
- ブルガリア語とマケドニア語

上記のグループは対等に扱われる。
インタースラーヴィクの語彙は、最大数のスラブ語話者が理解できるように編纂されており、単語の採用には単に現代スラヴ諸語における頻度だけではなくスラヴ祖語からの派生も考慮される。
また、一貫性を保証するために規則的な派生システムが適用されている。
| 日本語 | インタースラーヴィク | ロシア語         | ウクライナ語 | ベラルーシ語 | ポーランド語 | チェコ語 | スロバキア語 | 高地ソルブ語 | スロベニア語 | セルビア・クロアチア語 | マケドニア語 | ブルガリア語 |
| ------ | -------------------- | ---------------- | ------------ | ------------ | ------------ | -------- | ------------ | ------------ | ------------ | ---------------------- | ------------ | ------------ |
| 人間   | člověk / чловѣк      | человек          | людина       | чалавек      | człowiek     | člověk   | človek       | čłowjek      | človek       | čovjek, čovek          | човек        | човек        |
| 犬     | pes / пес            | пёс, собака      | пес, собака  | сабака       | pies         | pes      | pes          | pos, psyk    | pes          | pas                    | пес, куче    | пес, куче    |
| 家     | dom / дом            | дом              | дім, будинок | дом          | dom          | dům      | dom          | dom          | dom, hiša    | dom, kuća              | дом, куќа    | дом, къща    |
| 本     | kniga / книга        | книга            | книга        | кніга        | książka      | kniha    | kniha        | kniha        | knjiga       | knjiga                 | книга        | книга        |
| 夜     | noć / ноћ            | ночь             | ніч          | ноч          | noc          | noc      | noc          | nóc          | noč          | noć                    | ноќ          | нощ          |
| 手紙   | piśmo / письмо       | письмо           | лист         | пісьмо, ліст | list, pismo  | dopis    | list         | list         | pismo        | pismo                  | писмо        | писмо        |
| 大きい | veliki / велики      | большой, великий | великий      | вялікі       | wielki       | velký    | veľký        | wulki        | velik        | velik                  | голем        | голям        |
| 新しい | novy / новы          | новый            | новий        | новы         | nowy         | nový     | nový         | nowy         | nov          | nov                    | нов          | нов          |

## 文例
『主の祈り』インタースラーヴィク訳
| ラテン文字 | キリル文字 | 古教会スラヴ語 |
| --- | --- | --- |
| Otče naš, ktory jesi v nebesah, nehaj svęti sę imę Tvoje. Nehaj prijde krålevstvo Tvoje, nehaj bųde volja Tvoja, kako v nebě tako i na zemji. Hlěb naš vsjakodenny daj nam dneś, i odpusti nam naše grěhi, kako my odpušćajemo našim grěšnikam. I ne vvedi nas v pokušenje, ale izbavi nas od zlogo. | Отче наш, кторы єси в небесах, нехај свѧти сѧ имѧ Твоє. Нехај пријде кралевство Твоє, нехај бѫде воля Твоя, како в небѣ тако и на земї. Хлѣб наш всякоденны дај нам днесь, и одпусти нам наше грѣхи, како мы одпушћаємо нашим грѣшникам. И не введи нас в покушенє, але избави нас од злого. | Otĭče našĭ, iže jesi na nebesĭchŭ, da svętitŭ sę imę tvoje, da priidetŭ cěsarĭstvije tvoje, da bǫdetŭ volja tvoja, jako na nebesi i na zemlji; chlěbŭ našĭ nastojęštajego dĭne daždĭ namŭ dĭnĭ sĭ, i otŭpusti namŭ dlŭgy našę, jako i my otŭpuštajemŭ dlŭžĭnikomŭ našimŭ. i ne vŭvedi nasŭ vŭ napastĭ nŭ izbavi ny otŭ neprijazni. |